# باقرآباد (رامیان)
باقرآباد، روستایی است از توابع بخش مرکزی شهرستان رامیان در استان گلستان ایران.

## جمعیت
این روستا در دهستان قلعه‌میران قرار دارد و براساس سرشماری مرکز آمار ایران در سال ۱۳۸۵، جمعیت آن ۲۴۶ نفر (۶۷خانوار) بوده‌است.